# China Telecom
China Telecom (Chunghwa Telecom) és l'operador tradicional de telefonia de la Xina. En 1999 la companyia va ser dividida pel Ministeri d'Indústries de la Informació en quatre operadors amb el propòsit d'introduir competència i fomentar la construcció d'una infraestructura més avançada. El 2013 va guanyar 321 mil milions de yuangs de benefici
Serveix el 67% del mercat de telefonia fixa i de dades. És propietària del 80% de la xarxa de fibra òptica. La majoria dels competidors ofereixen serveis sobre la infraestructura de fibra de China Telecom. El 2001 va vendre el 30% de les seves accions al públic per obtenir capital per al finançament de la seva expansió.